# Josep Gamot
Josep Gamot i Llúria (Barcelona, 1860-1890) fue un escultor español.

## Biografía
Estudió en la Escuela Llotja y fue discípulo de Rossend Nobas en Barcelona.
Su obra más numerosa se compone de retratos y pequeñas piezas dirigidas para el coleccionismo. Realizó también algunas de piezas de plata.
Participó en el año 1876 en la Exposición Nacional de Madrid con la obra Caín presa de remordimiento.
Colaboró en el monumento a Cristóbal Colón de Barcelona, con las esculturas Aragón y Luis de Santángel en el año 1888, así como también realizó Anfítrite (1881) y un grupo de niños situados en la parte alta de la Cascada del Parque de la Ciudadela.

## Obras
- Cabeza de mujer
- Busto de Manola
- Gitano
- Gitana
- Un africano. 1880
- Circasiana. 1881
- Busto de Maja. 1882
- Moro en oración. 1885. Museo Nacional de Arte de Cataluña. Barcelona.